# Ebenholzgewächse
Die Ebenholzgewächse (Ebenaceae) sind eine Pflanzenfamilie in der Ordnung der Heidekrautartigen (Ericales) innerhalb der Bedecktsamigen Pflanzen (Magnoliopsida). In der Familie gibt es etwa vier Gattungen mit 450 bis 500 Arten. Am bekanntesten ist die in den Tropen Ostindiens und Afrikas heimische Gattung Ebenholzbäume und Dattelpflaumen (Diospyros) mit etwa 475 bis 485 Arten.

## Beschreibung

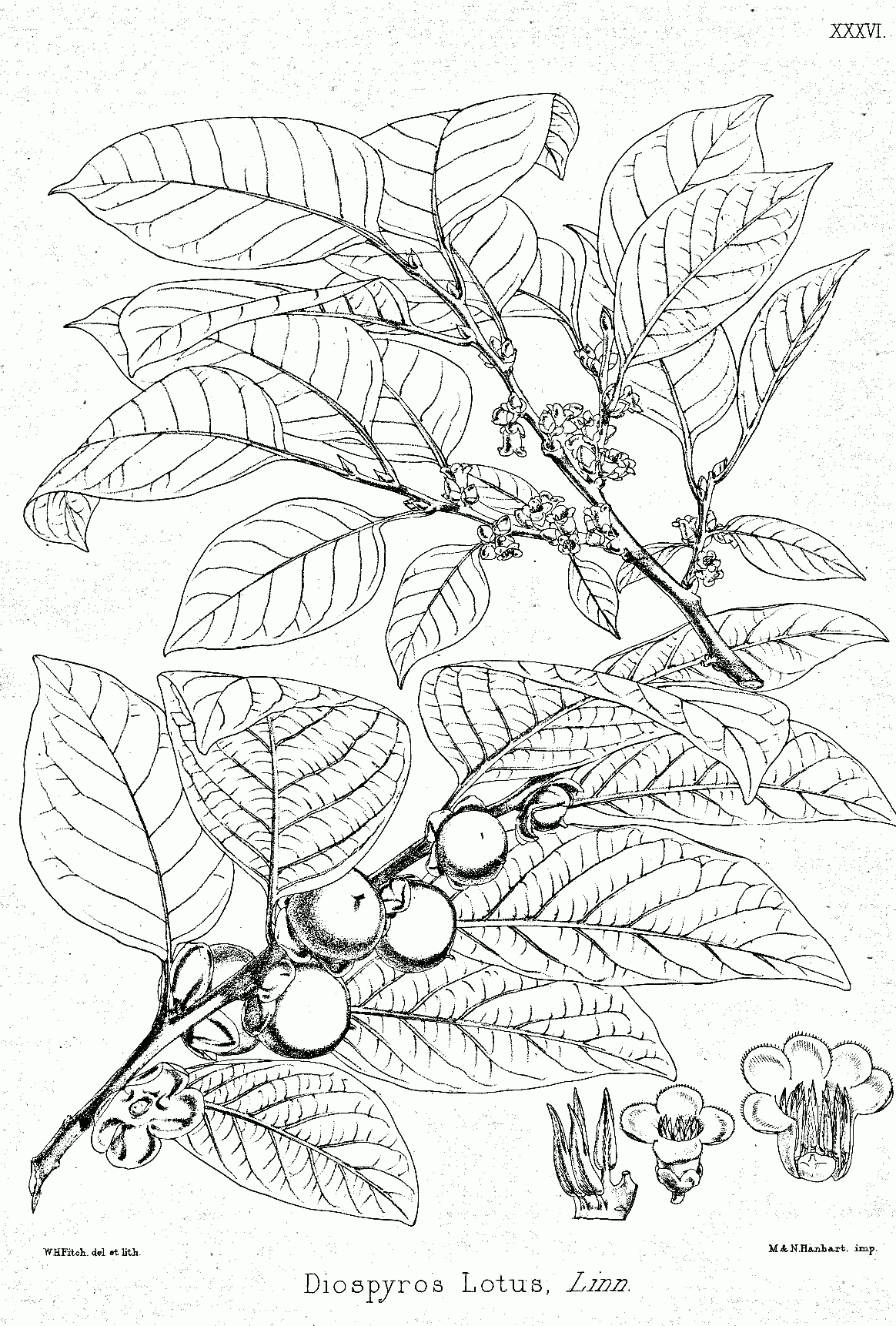
Illustration der Lotuspflaume (Diospyros lotus)

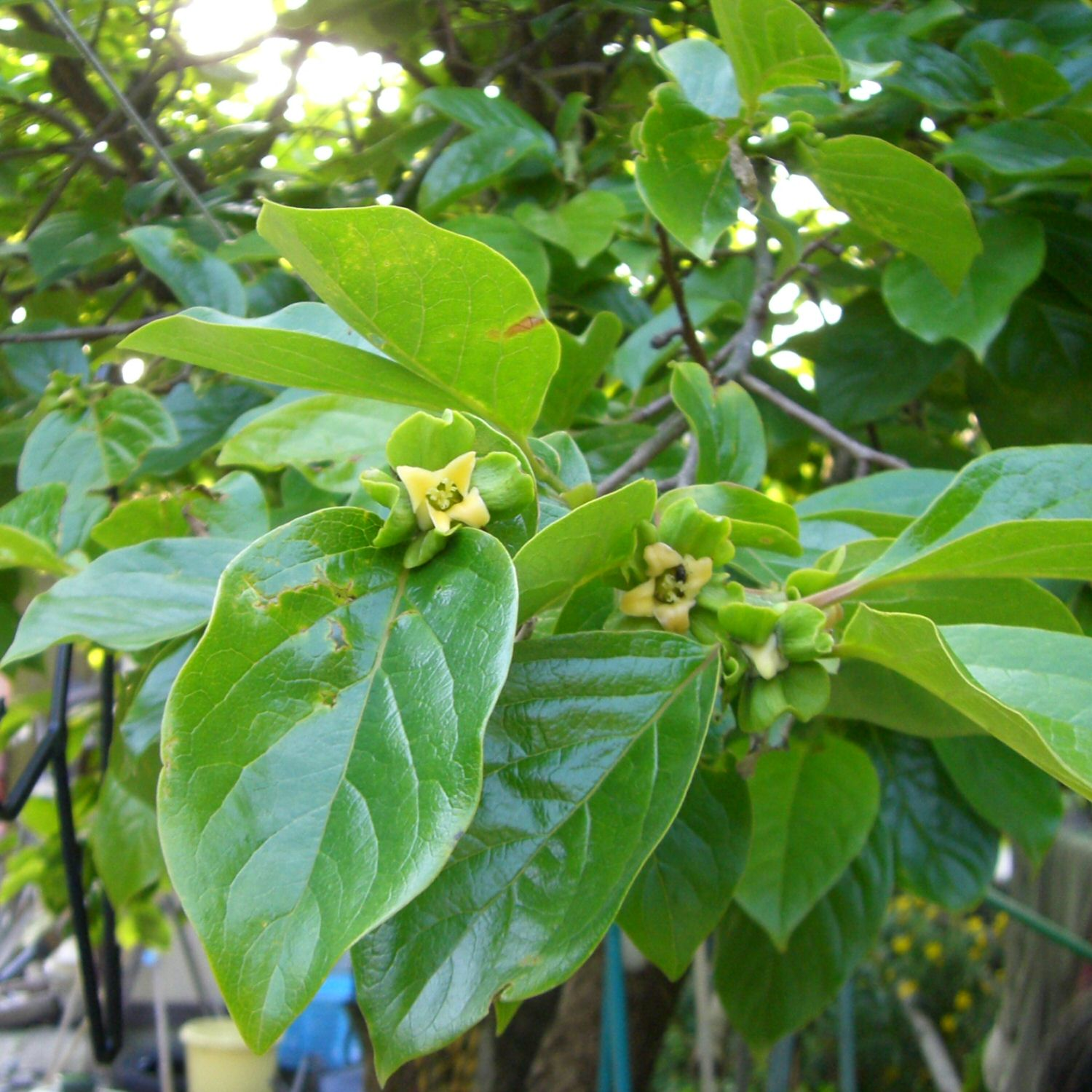
Baum mit Blüten und einfachen Blättern der Kakipflaume oder einfach Kaki (Diospyros kaki)

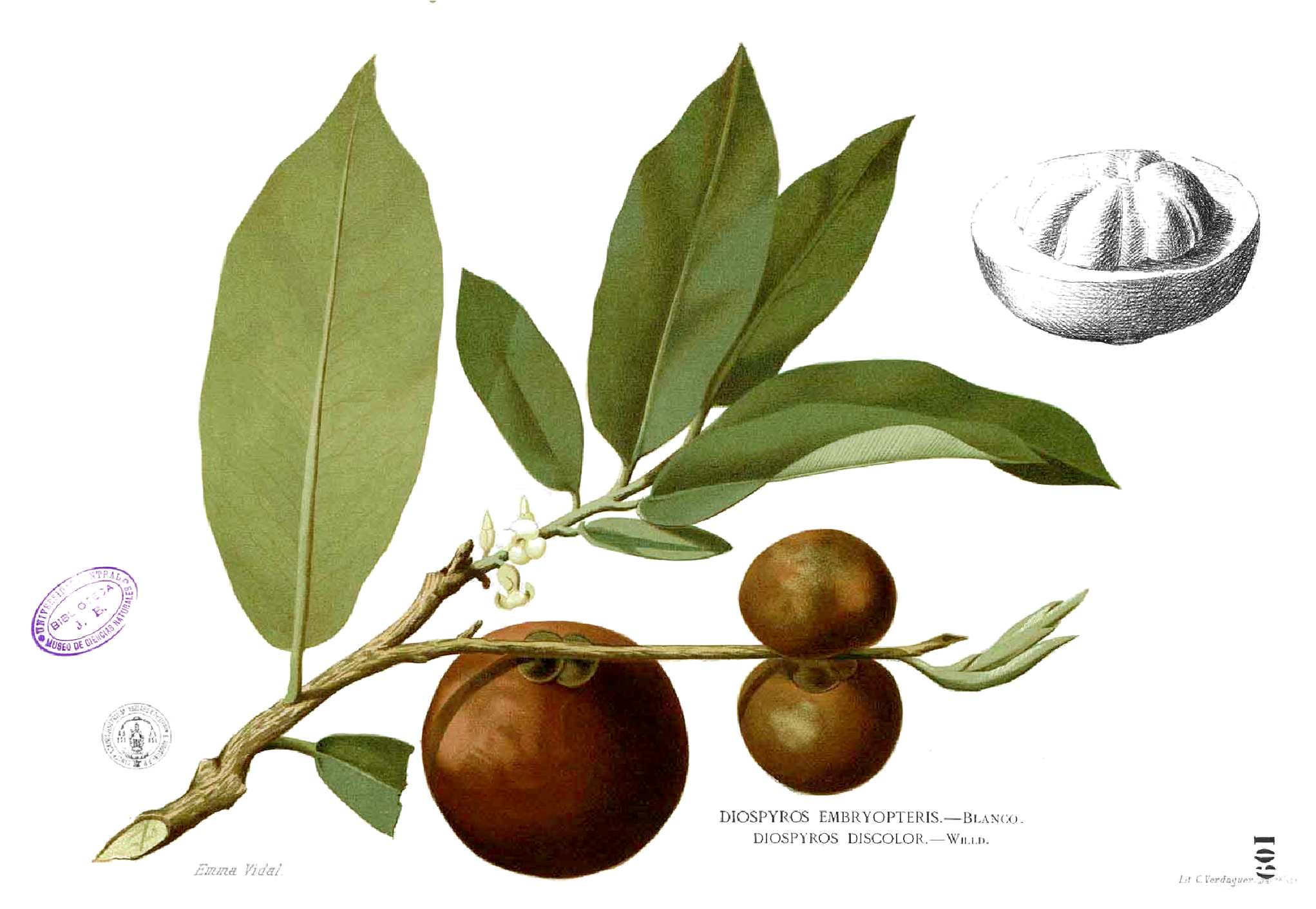
Illustration von Diospyros blancoi

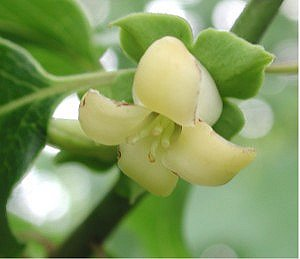
Helles Ebenholz oder Persimone-Baum (Diospyros virginiana), es liefert das Helle Ebenholz und die Früchte heißen Persimone: Blüte

### Vegetative Merkmale
Es sind verholzende Pflanzen: meist Bäume, manchmal aufrechte Sträucher. Die Borke, die Wurzeln und oft auch die Rinde der Zweige sind schwarz, auch das trockene Laub wird schwarz; die Innenseite der Rinde ist gelb. Das Hartholz hat die typische schwarze Farbe. Manche Arten besitzen in einer stachligen Spitze endende Zweige.
Die meist wechselständig und zweizeilig, selten gegenständig an den Zweigen angeordneten Laubblätter sind einfach, ganzrandig und besitzen dunkle Drüsen auf der Blattunterseite. Nebenblätter fehlen.

### Generative Merkmale
Die Blüten sind nur manchmal zwittrig; meist sind sie eingeschlechtig, dann sind die Arten zweihäusig getrenntgeschlechtig (diözisch). Die männlichen Blüten stehen selten einzeln oder in kleinen Gruppen, meist stehen sie in zymösen Blütenständen zusammen. Die weiblichen Blüten stehen meist einzeln in den Blattachseln. Die radiärsymmetrischen, drei- bis siebenzähligen Blüten besitzen ein doppeltes Perianth. Die drei bis sieben Kelchblätter sind verwachsen. Die drei bis sieben Kronblätter sind verwachsen und die Blütenkrone ist verdreht. In männlichen und zwittrigen Blüten sind ein, zwei oder mehr Kreise mit insgesamt drei bis 28 Staubblättern vorhanden. Die Staubfäden sind frei oder paarweise verwachsen. In männlichen Blüten kann ein Gynoeceum rudimentär vorhanden sein oder es fehlt. Zwei bis fünf (selten bis 16) Fruchtblätter sind zu einem ober- oder unterständigen, synkarpen Fruchtknoten verwachsen mit gleich vielen Fächern wie Fruchtblättern. Je Fruchtknotenfach sind meist nur eine oder seltener zwei Samenanlagen vorhanden. Weibliche Blüten können rudimentäre Staubblätter enthalten. Zwei bis acht Griffel sind frei oder höchstens an ihrer Basis verwachsen mit einfachen oder zweilappigen Narben.
Es werden, manchmal essbare, große, mehr oder weniger fleischige Beeren gebildet, die wenige oder einige Samen enthalten. Die oft sich bis zur Fruchtreife vergrößernden Kelchblätter sind auf den Früchten gut erkennbar. Die rötlichen oder braunen bis schwarzen Samen besitzen ein kleines Hilum, einen geraden bis schwach gekrümmten Embryo und ein ölhaltiges Endosperm.

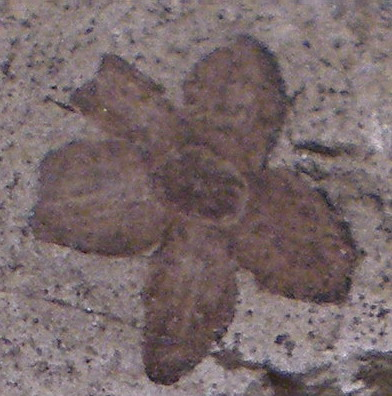
Fossil einer Frucht von Royena graeca

## Systematik und Verbreitung

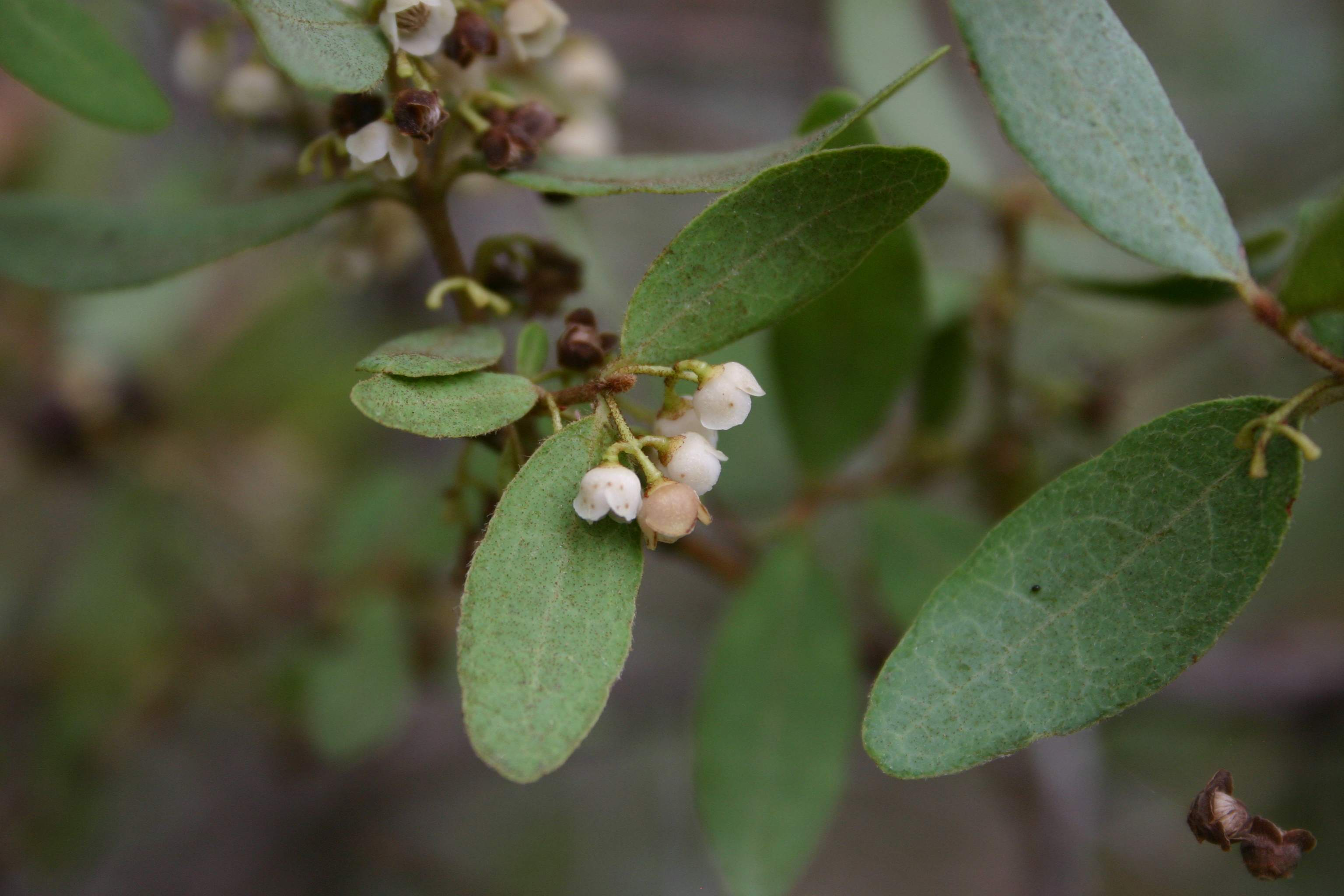
Zweig mit Laubblättern und Blüten von Euclea crispa

Die Familie der Ebenaceae wurde 1891 von Robert Louis August Maximilian Gürke in Die Natürlichen Pflanzenfamilien, 4, 1, S. 153 aufgestellt. Typusgattung ist Ebenus Kuntze, heute ein Synonym von Diospyros L. Der botanische Gattungsname Ebenus bezieht sich auf die antike Bezeichnung für Ebenholz von arabisch abanus. Synonyme für Ebenaceae Gürke sind: Diospyraceae Vest, Guaiacanaceae Juss. nom. illeg., Lissocarpaceae Gilg. Die Familie Ebenaceae wurde früher in eine Ordnung Ebenales Engler gestellt und gehört heute in die Ordnung der Ericales mit den Primulaceae s. l. als nächsten Verwandten.
Der Ursprung der Familie liegt auf dem westlichen Gondwana-Kontinent.
Die meisten Arten wachsen in den Tropen, aber einige Arten gibt es auch bis in Gebiete mit gemäßigtem Klima. Sie kommen pantropisch vor mit Verbreitungsschwerpunkt im indomalayischen Raum.
Die Familie der Ebenaceae wird gegliedert in zwei Unterfamilien mit etwa vier (drei bis sechs) Gattungen und 450 bis 500 Arten:
- Unterfamilie Lissocarpoideae Wallnöfer: Sie enthält nur eine Gattung. Die Arten haben einen unterständigen Fruchtknoten und sehr enge Kronröhren:
  - Lissocarpa Benth.: Die etwa acht Arten sind im tropischen Südamerika weitverbreitet.
- Unterfamilie Ebenoideae Thorne & Reveal: Sie enthält etwa drei Gattungen. Sie haben oberständige Fruchtknoten:
  - Ebenholzbäume (Diospyros L., Syn.: Cargillia R.Br., Cavanillea Desr., Ebenus Kuntze, Embryopteris Gaertn., Guaiacana Duhamel, Idesia Scop., Maba J.R.Forst. & G.Forst., Mabola Raf., Macreightia A.DC., Noltia Thonn., Paralea Aubl., Pimia Seem., Rhaphidanthe Hiern ex Gürke, Ropourea Aubl., Tetraclis Hiern): Die Gattung Diospyros wurde im Umfang stark erweitert und viele Gattungen sind heute nur noch Synonyme. Die 475 bis 485 Arten besitzen eine pantropische Verbreitung mit einigen Arten, die auch in gemäßigten Gebieten vorkommen.[4][5][6]
  - Euclea L.: Die zwölf bis zwanzig Arten sind in Afrika, auf der Arabischen Halbinsel, Sokotra und auf den Komoren weitverbreitet.
  - Royena L.: Sie wird oft als Synonym von Diospyros geführt, aber wenn Royena in Diospyros enthalten ist/wäre dann ist sie paraphyletisch (siehe auch Diskussion in Duangjai et al. 2006[7]). Das Verbreitungsgebiet ist Afrika mit einem Zentrum der Artenvielfalt in der Capensis.

## Nutzung
Einige Arten liefern sehr wertvolles Holz, verschiedene Ebenholz-Arten. Es gibt mehrere Obstarten, die wichtigste ist die Kaki.

## Weiterführende Literatur
- George E. Schatz, Porter P. Lowry II: Nomenclatural notes on Malagasy Diospyros L. (Ebenaceae). In: Adansonia, Volume 33, Issue 2, 2011, S. 271–281. doi:10.5252/a2011n2a12 Volltext-PDF bei ResearchGate.
- George E. Schatz, Porter P. Lowry, Cyrille Mas et al.: Further Nomenclatural Notes on Malagasy Diospyros L. (Ebenaceae): Goudot Types in the Geneva herbarium. In: Candollea, Volume 68, Issue 2, 2013, S. 307. doi:10.15553/c2012v682a15
- George E. Schatz, Porter P. Lowry: Taxonomic Studies of Diospyros (Ebenaceae) from the Malagasy Region. III. New Species from the Island of Nosy Mangabe in the Bay of Antongil. In: Novon, Volume 26, Issue 3, 2018, S. 272. doi:10.3417/2018209
- Rosabelle Samuel, Barbara Turner, Sutee Duangjai et al.: Systematics and evolution of the Old World Ebenaceae, a review with emphasis on the large genus Diospyros and its radiation in New Caledonia. In: Botanical Journal of the Linnean Society, Volume 189, Issue 2, 2019, S. 99. doi:10.1093/botlinnean/boy081